# Línea 154A (Interurbanos Madrid)
La línea 154A de la red de autobuses interurbanos de Madrid unía hasta el 1 de mayo de 2012 la Estación de Chamartín con la urbanización Rosa Luxemburgo de San Sebastián de los Reyes a través del casco histórico y el área industrial de Fuencarral. Parte del recorrido se integra en la nueva línea 154.

## Características
Esta línea unía a los habitantes del barrio Rosa Luxemburgo y el casco antiguo de San Sebastián de los Reyes con la Estación de Chamartín de Madrid y el barrio de Valverde (Fuencarral-El Pardo) y viceversa, con un recorrido que duraba aproximadamente 35 min entre cabeceras.
La línea desapareció el 1 de mayo del 2012 junto con la línea 152A para ser fusionadas en la actual línea 154 (que empezó a circular ese mismo día). Fue debido a la baja demanda de ambas líneas que se reorganizaron para crear una línea conjunta, con un recorrido que abarca los recorridos de ambas líneas.
Previa a la inauguración del Intercambiador de Plaza de Castilla subterráneo en febrero del 2008 la línea partía de dicho intercambiador en superficie, pero vio su cabecera desplazada permanentemente a la Estación de Chamartín durante las obras y esta característica se comparte con la línea 154 que la reemplazó. Su denominación antes del cambio de cabecera era 154A Madrid (Plaza Castilla) - San Sebastián de los Reyes - Rosa Luxemburgo (por Fuencarral).
En los carteles electrónicos de los autobuses la línea aparecía como 154 en vez de 154A para que se pudiese mostrar correctamente el nombre del destino en el cartel. Esta misma medida se aplicaba en la línea 152A.
Siguiendo la numeración de líneas del CRTM, las líneas que circulan por el corredor 1 son aquellas que dan servicio a los municipios situados en torno a la A-1 y comienzan con un 1. Aquellas numeradas dentro de la decena 150 corresponden a aquellas que circulan por Alcobendas y San Sebastián de los Reyes. Particularmente, los números impares en la decena 150 circulan por Alcobendas y los números pares lo hacen por San Sebastián de los Reyes.
La línea no mantenía los mismos horarios todo el año, desde el 1 al 31 de agosto se reducían el número de expediciones los días laborables entre semana (sábados laborables, domingos y festivos tenían los mismos horarios todo el año), además de los días excepcionales vísperas de festivo y festivos de Navidad en los que los horarios también cambiaban y se reducían.
Estaba operada por la empresa Interbus mediante la concesión administrativa VCM-101 - Madrid - Alcobendas - Algete - Tamajón (Viajeros Comunidad de Madrid) del Consorcio Regional de Transportes de Madrid.

## Horarios
Los siguientes horarios sólo estaban en vigor desde el 1 de septiembre al 31 de julio.
| Lunes a viernes laborables              |             |
| De 06:15 a 23:15                        | cada 30 min |
| A 23:45                                 |             |
| Sábados laborables, domingos y festivos |             |
| De 06:30 a 23:30                        | cada hora   |

| Lunes a viernes laborables                                              |             |
| A 06:00 - 06:30 - 06:55 - 07:30 - 08:00 - 08:30 - 09:00 - 09:20 - 09:50 |             |
| De 10:25 a 23:25                                                        | cada 30 min |
| Sábados laborables, domingos y festivos                                 |             |
| De 07:05 a 22:05                                                        | cada hora   |

Se desconocen los horarios que tenía la línea de lunes a viernes laborables durante el mes de agosto, los sábados laborables, domingos y festivos tenían los mismos horarios todo el año.

## Recorrido y paradas

### Nota importante
Las paradas que se describen a continuación (tanto de ida como de vuelta) fueron aquellas que realizaba la línea antes de ser suprimida. En la actualidad, algunas paradas aquí mostradas pueden haber sido suprimidas, cambiadas de nombre o realizadas por líneas distintas (que han modificado su recorrido o se han creado tras la supresión de la línea 154A). Para una información actualizada de las paradas actuales que realizan otras líneas, consultar sus páginas correspondientes. Por este motivo, no se ha incluido la línea 154 en las paradas, debido a que su creación fue posterior a la eliminación de la línea 154A.

### Sentido San Sebastián de los Reyes
La línea iniciaba su recorrido en la calzada de paso de tráfico rodado de la Estación de Chamartín. En este punto se establecía correspondencia las líneas 152A, 171 y 815 de interurbanos, las líneas 5 y T62 de la EMT, Cercanías Madrid, Metro de Madrid y los servicios ferroviarios de media distancia y largo recorrido de la estación.
Tras abandonar su cabecera, la línea se incorporaba a la calzada lateral del paseo de la Castellana, donde tenía 2 paradas, una de ellas frente al Hospital La Paz. A partir de aquí tomaba la avenida del Llano Castellano (2 paradas) y entraba el barrio de Valverde del distrito de Fuencarral-El Pardo.
Dentro de este barrio recorría la avenida citada y su continuación, la calle de Nuestra Señora de Valverde (2 paradas) y posteriormente la carretera M-603 de Fuencarral a Alcobendas (2 paradas). Desde esta carretera se desviaba para dar servicio al Distrito C (1 parada en la calle del Pórtico de la Gloria) y al parque empresarial de La Moraleja (3 paradas), saliendo a la vía de servicio de la A-1 hasta llegar al km. 16, donde tomaba la salida en dirección a Alcobendas con una parada en la avenida de Fuencarral antes de entrar en el casco urbano.
Dentro del casco urbano de Alcobendas, circulaba por la avenida Olímpica (2 paradas), la calle de Francisca Delgado (sin paradas) y el bulevar de Salvador Allende (sin paradas) hasta llegar a la Rotonda Moscatelares. En ella tomaba la avenida de España (sin paradas), por la cual llegaba al casco urbano de San Sebastián de los Reyes recorriendo el casco antiguo por la calle Real (1 parada), tomando la avenida de Colmenar Viejo (1 parada), la avenida de la Sierra (1 parada), la avenida de Baunatal (1 parada) y tiene su cabecera junto a la Universidad Popular en la Estación de Baunatal.
| Código | Zona | Localidad                  | Denominación                                                         | Ubicación                                 | Líneas de la parada                                                                     | Metro / Cercanías        |
| ------ | ---- | -------------------------- | -------------------------------------------------------------------- | ----------------------------------------- | --------------------------------------------------------------------------------------- | ------------------------ |
| 1917   |      | Madrid                     | Calle de Agustín de Foxá - Chamartín                                 | Calle de Agustín de Foxá Nº40             | 5 T62152A154A 171815                                                                    | Chamartín                |
| 2654   |      | Madrid                     | Paseo de la Castellana - Calle de Manuel Caldeiro                    | Calle de Manuel Caldeiro Nº1              | 66 SE704 152A154A                                                                       |                          |
| 2655   |      | Madrid                     | Paseo de la Castellana - Calle de Viejas                             | Paseo de la Castellana Nº298              | 66 SE704 152A154A                                                                       | Begoña                   |
| 2662   |      | Madrid                     | Avenida del Llano Castellano - Calle de Francisco Sancha             | Avenida de Salas de los Infantes Nº1      | 66 124 137 SE704 152A154A                                                               | Begoña                   |
| 2666   |      | Madrid                     | Avenida del Llano Castellano - Calle Valdegovía                      | Avenida del Llano Castellano Nº51         | 66 124 137 N24 SE704 152A154A 711                                                       |                          |
| 2672   |      | Madrid                     | Calle de Nuestra Señora de Valverde - Calle de la Isla de Sumatra    | Calle de Nuestra Señora de Valverde Nº62  | 66 137 N24 SE704 152A154A 711                                                           |                          |
| 3386   |      | Madrid                     | Calle de Nuestra Señora de Valverde - Calle de Alonso Quijano        | Calle de Nuestra Señora de Valverde Nº193 | T61 152A154A                                                                            |                          |
| 3881   |      | Madrid                     | Carretera de Fuencarral a Alcobendas S/N.º                           | M-603 km. 0,7                             | 170 T61 152A154A                                                                        |                          |
| 3984   |      | Madrid                     | Carretera de Fuencarral a Alcobendas - Calle de Isabel Colbrand      | Calle de Isabel Colbrand Nº1              | T61 152A154A                                                                            |                          |
| 16813  |      | Madrid                     | Ronda de la Comunicación - Estación de Ronda de la Comunicación      | Ronda de la Comunicación Nº16             | 152A154A                                                                                | Ronda de la Comunicación |
| 11226  |      | Alcobendas                 | Plaza de París - Parque empresarial La Moraleja                      | Plaza de París Nº1                        | 152A154A 157 157C                                                                       |                          |
| 06681  |      | Alcobendas                 | Calle de Francisco Chico Mendes - Centro Comercial Planet Alcobendas | Calle de Francisco Chico Mendes Nº2       | 152A154A 157                                                                            |                          |
| 06682  |      | Alcobendas                 | Calle de la Yuca - Carretera N-1                                     | Calle de la Yuca S/N.º                    | 152A154A 157                                                                            |                          |
| 06690  |      | Alcobendas                 | Carretera de Irún - Concesionario                                    | Carretera de Irún km. 14,7                | 151 152A152B152C 153 153B154A 154C 156 157 161 166N103                                  |                          |
| 06691  |      | Alcobendas                 | Avenida Olímpica - Centro Comercial La Vega                          | Avenida Olímpica Nº9                      | 151 152A152B152C 153 153B154A 154C 156 161 166171 N103                                  |                          |
| 06692  |      | Alcobendas                 | Avenida Olímpica - Pabellón deportivo                                | Avenida Olímpica Nº3A                     | 151 152A152B152C 153 153B154A 154C 156 161 166171 181 182 183 191193194195196197199N103 |                          |
| 06782  |      | San Sebastián de los Reyes | Calle Real - Calle de Carlos Ruiz                                    | Calle de Carlos Ruiz Nº2                  | 152A152B152C154A 154C 156161166                                                         |                          |
| 06791  |      | San Sebastián de los Reyes | Avenida de Colmenar Viejo - Calle del Río Duero                      | Avenida de Colmenar Viejo                 | 154A 154C N102 4 5                                                                      |                          |
| 06794  |      | San Sebastián de los Reyes | Avenida de la Sierra - Calle Navas de Tolosa                         | Avenida de la Sierra Nº23                 | 154A 154C N102 4 5                                                                      |                          |
| 06796  |      | San Sebastián de los Reyes | Avenida de Baunatal - Plaza de Andrés Caballero                      | Avenida de Baunatal Nº2                   | 154A 154C N102 4 5                                                                      |                          |
| 06804  |      | San Sebastián de los Reyes | Plaza de la Universidad Popular - Estación de Baunatal               | Plaza de la Universidad Popular Nº2       | 153 153B154A 154C 827A N102 4 5                                                         | Baunatal                 |

### Sentido Madrid (Chamartín)
El recorrido de vuelta a Madrid es igual al de ida pero en sentido contrario excepto en determinados puntos:
Pariendo de su cabecera junto a la Estación de Baunatal, al abandonar la avenida de Baunatal toma la avenida de la Sierra (1 parada) hasta girar hacia la avenida de Colmenar Viejo (1 parada). Después toma la calle Real de San Sebastián de los Reyes en sentido sur (1 parada) y cruza la avenida de España hacia Alcobendas para llegar a la calle de la Marquesa Viuda de Aldama (2 paradas) y la avenida de la Libertad (1 parada).
Desde aquí en vez de tomar la vía de servicio de la A-1 se desvía hacia la carretera M-603 realizando 3 paradas dando servicio a los polígonos industriales del sur de Alcobendas. Después vuelve a parar en la plaza de París como a la ida.
Todo el recorrido desde ese punto es idéntico al de ida, salvo que circula por la calle de Mauricio Legendre (3 paradas) en vez del paseo de la Castellana y finalizar en la Estación de Chamartín.
| Código | Zona | Localidad                  | Denominación                                                             | Ubicación                                  | Líneas de la parada                                                   | Metro / Cercanías        |
| ------ | ---- | -------------------------- | ------------------------------------------------------------------------ | ------------------------------------------ | --------------------------------------------------------------------- | ------------------------ |
| 06804  |      | San Sebastián de los Reyes | Plaza de la Universidad Popular - Estación de Baunatal                   | Plaza de la Universidad Popular Nº2        | 153 153B154A 154C 827A N102 4 5                                       | Baunatal                 |
| 06797  |      | San Sebastián de los Reyes | Avenida de Baunatal - Plaza de Andrés Caballero                          | Avenida de Baunatal Nº1A                   | 154A 154C 827A 4 5                                                    |                          |
| 06795  |      | San Sebastián de los Reyes | Avenida de la Sierra - Calle Cervantes                                   | Avenida de la Sierra Nº10                  | 154A 154C 827A 4                                                      |                          |
| 06792  |      | San Sebastián de los Reyes | Avenida de Colmenar Viejo - Calle Nuestra Señora del Carmen              | Avenida de Colmenar Viejo Nº27             | 154A 154C 827 827A 2 4 7                                              |                          |
| 06790  |      | San Sebastián de los Reyes | Calle Real - Calle del Sacramento                                        | Calle Real Nº3                             | 152A152B152C154A 154C 156161166171827 827A N1022                      |                          |
| 06780  |      | Alcobendas                 | Calle de la Marquesa Viuda de Aldama - Travesía del Cañón                | Calle de la Marquesa Viuda de Aldama S/N.º | 152A152B152C 154A 154C 156 161 166171 N101                            |                          |
| 06755  |      | Alcobendas                 | Calle de la Marquesa Viuda de Aldama - Calle de Nuestra Señora del Pilar | Calle de la Marquesa Viuda de Aldama Nº14  | 151 152A152B152C 153 153B154A 154C 156 161 166171 827 828 N101 2 5 10 |                          |
| 06768A |      | Alcobendas                 | Calle de la Libertad - Calle de Julián Baena Castro                      | Calle de la Libertad Nº26                  | 152A152B153B154A 171                                                  |                          |
| 06842  |      | Alcobendas                 | Carretera M-603 - Centro Comercial Río Norte                             | M-603 km. 3,9                              | 152A154A 157 157C                                                     |                          |
| 06843  |      | Alcobendas                 | Carretera M-603 - Polígono industrial Calabozos                          | Carretera de Fuencarral Nº78               | 152A154A157 157C 6                                                    |                          |
| 06635  |      | Alcobendas                 | Carretera de Fuencarral - Calle de San Rafael                            | M-603 km. 2,8                              | 152A154A 157 157C                                                     |                          |
| 16811  |      | Alcobendas                 | Avenida de Europa - Parque empresarial La Moraleja                       | Avenida de Europa Nº8                      | 152A154A                                                              |                          |
| 16814  |      | Madrid                     | Calle del Pórtico de la Gloria - Ronda de la Comunicación                | Calle del Pórtico de la Gloria Nº2         | 152A154A                                                              | Ronda de la Comunicación |
| 3985   |      | Madrid                     | Carretera de Fuencarral a Alcobendas - M-40                              | M-603 km. 1,6                              | T61 152A154A                                                          |                          |
| 3882   |      | Madrid                     | Carretera de Fuencarral a Alcobendas S/N.º                               | M-603 km. 0,8                              | 170 175 T61 N24 152A154A                                              |                          |
| 3399   |      | Madrid                     | Calle de Nuestra Señora de Valverde - Calle de Alonso Quijano            | Calle de Nuestra Señora de Valverde Nº179  | T61 152A154A                                                          |                          |
| 2673   |      | Madrid                     | Calle de Nuestra Señora de Valverde - Calle de la Isla de Sumatra        | Calle de Nuestra Señora de Valverde Nº62   | 66 137 N24 SE704 152A154A 711                                         |                          |
| 2667   |      | Madrid                     | Avenida del Llano Castellano - Calle Valdegovía                          | Avenida del Llano Castellano Nº51          | 66 124 137 N24 SE704 152A154A 711                                     |                          |
| 2663   |      | Madrid                     | Avenida del Llano Castellano - Calle de Francisco Sancha                 | Avenida del Llano Castellano Nº15          | 66 124 137 N24 SE704 152A154A                                         | Begoña                   |
| 2657   |      | Madrid                     | Calle de Mauricio Legendre - Calle de Viejas                             | Calle de Mauricio Legendre Nº59            | 66 SE704 152A154A                                                     | Begoña                   |
| 2658   |      | Madrid                     | Calle de Mauricio Legendre - Calle de Manuel Caldeiro                    | Calle de Mauricio Legendre Nº45A           | 66 SE704 152A154A                                                     |                          |
| 2659   |      | Madrid                     | Calle de Mauricio Legendre - Calle de Padre Francisco Palau y Quer       | Calle de Mauricio Legendre Nº39            | 66 SE704 152A154A                                                     |                          |
| 1917   |      | Madrid                     | Calle de Agustín de Foxá - Chamartín                                     | Calle de Agustín de Foxá Nº40              | 5 T62152A154A 171815                                                  | Chamartín                |